# 札幌市立もみじの森小学校
札幌市立もみじの森小学校（さっぽろしりつ もみじのもりしょうがっこう）は、北海道札幌市厚別区にある公立小学校である。
児童数減で小規模校となっていた札幌市厚別区のもみじ台地域4校（もみじ台小学校、みずほ小学校、もみじ台南小学校、もみじ台西小学校）を統合し、もみじの森小学校ともみじの丘小学校の2校を新設する形で2011年4月に開校した。
札幌市教育委員会の事業である「札幌市学校図書館地域開放事業」の指定校となっている。

## 沿革
- 2010年（平成22年）6月 - 札幌市教育委員会は、校区と校名を決定[1]。
- 2011年（平成23年）
  - 3月29日 - 午後、開校式挙行[3]。
  - 4月1日 - 開校[3]。
  - 4月6日 - 最初の始業式と第1回入学式挙行[1]。
  - 6月4日 - 第1回運動会開催[1]。
- 2012年（平成24年）
  - 3月19日 - 第1回卒業証書授与式挙行[1]。
  - 3月23日 - 最初の修了式挙行[1]。

## 通学区域
出典
厚別区
- 青葉町11丁目
- 青葉町12丁目
- 青葉町14丁目
- 青葉町15丁目
- もみじ台西1丁目
- もみじ台西2丁目
- もみじ台西3丁目
- もみじ台西4丁目
- もみじ台西5丁目
- もみじ台西6丁目
- もみじ台西7丁目
- もみじ台南1丁目
- もみじ台南3丁目（8番〜17番）
- もみじ台北1丁目
- もみじ台北4丁目
- もみじ台北5丁目（13番）
- もみじ台北6丁目（1番、4番）

## 所在地
〒004-0013 北海道札幌市厚別区もみじ台西3丁目4−1（旧もみじ台西小学校跡地）

## 進学先中学校
出典
- 札幌市立もみじ台中学校

## アクセス
- JR北海道バス「新75」・「循環新77」の各系統で、「小林橋」停留所下車後、学校正門（校門）まで、すぐ目の前。